# Mikrotonalnost
Mikrotonalnost je glasba tonov, ki se nahajajo vmes med standardiziranimi toni naše dvanajst (pol)tonske lestvice 12tet. Najbolj groba oblika mikrotonalnosti je 24tet - da se med vsakima dvema (pol)tonoma obstoječe 12tonske lestvice nahaja po en četrtton. So pa tudi delitve na tretjinske tone in na tak način dobimo v oktavi kar 36 tonov. Zelo znan sistem, ki matematično dobro funkcionira (poleg seveda 12teta in 19teta) je 31tet.
To je turška, egipčanska, arabska, indijska, iranska glasba. Nasploh glasba bližnjega vzhoda.
V naštetih tonskih sistemih komponirajo in izvajajo svoja dela avantgardni skladatelji po vsem svetu.
V letu 2008 je prišel na tržišče sintisajzer Tonal Plexus, ki ima vse obstoječe tone (frekvence), kar jih premore katerakoli lestvica. To je prva mikrotonalna klaviatura v zgodovini.
Še vedno pa je najbolj idealno glasbilo za igranje vseh vrst mikrotonalnih lestvic fretless kitara.